# Jon Turteltaub
Jonathan Charles Turteltaub (Nova York, Estats Units, 8 d'agost de 1963) és un director, productor i guionista dels Estats Units, que ha treballat tant a cinema com televisió. Ha dirigit pel·lícules com Mentre dormies (1995), Phenomenon (1996) o National Treasure (2004 i 2007).

## Biografia
Tot i néixer a Nova York, va criar-se a Beverly Hills, Califòrnia. Va fer els estudis secundaris al Beverly Hills High School, on fou company i amic de l'actor Nicolas Cage. Després va anar a la Universitat Wesleyana i va obtenir un batxillerat en arts el 1985. Es va casar amb Amy Eldon, també productora i guionista, el 2006.

## Carrera
Va tenir les seves primeres experiències com a director i guionista amb les pel·lícules Think Big (1989) i Driving Me Crazy (1991). Després va dirigir Tres ninjas (1992), Cool Runnings (1993), la comnèdia romàntica Mentre dormies (1995), protagonitzada per Sandra Bullock i Bill Pullman, Phenomenon (1996), protagonitzada per John Travolta i The Kid (2000), amb Bruce Willis.
Va dirigir i produir les dues entregues de la saga d'aventures National Treasure (2004 i 2007), protagonitzades per Diane Kruger i Nicolas Cage. El 2010 va tornar a col·laborar amb ell a la pel·lícula The Sorcerer's Apprentice.

## Filmografia
| Any         | Pel·lícula                         | Paper    | Paper     | Paper     | Notes                                                 |
| Any         | Pel·lícula                         | Director | Productor | Guionista | Notes                                                 |
| ----------- | ---------------------------------- | -------- | --------- | --------- | ----------------------------------------------------- |
| 1989        | Think Big                          | Sí       |           | Sí        |                                                       |
| 1991        | Driving Me Crazy                   | Sí       |           | Sí        |                                                       |
| 1992        | Tres ninjas                        | Sí       |           |           |                                                       |
| 1993        | Cool Runnings                      | Sí       |           |           |                                                       |
| 1995        | Mentre dormies                     | Sí       |           |           |                                                       |
| 1996        | Phenomenon                         | Sí       |           |           |                                                       |
| 1997        | RocketMan                          |          | Sí        |           | Productor executiu                                    |
| 1998        | From the Earth to the Moon         | Sí       |           |           | Un episodi: «That's All There Is»                     |
| 1999        | Instinct                           | Sí       |           |           |                                                       |
| 2000        | The Kid                            | Sí       | Sí        |           |                                                       |
| 2001        | More, Patience                     | Sí       |           |           |                                                       |
| 2001        | Role of a Lifetime                 |          | Sí        |           | Productor executiu                                    |
| 2004        | National Treasure                  | Sí       | Sí        |           |                                                       |
| 2006        | Countdown                          |          | Sí        |           | Coproductor executiu en diversos episodis             |
| 2006 - 2008 | Jericho                            | Sí       | Sí        |           | Director en dos episodis i productor executiu en 29   |
| 2007        | National Treasure: Book of Secrets | Sí       | Sí        |           |                                                       |
| 2009        | Harper's Island                    | Sí       | Sí        |           | Director en un episodi i productor executiu en tretze |
| 2010        | The Sorcerer's Apprentice          | Sí       |           |           |                                                       |
| 2011        | Common Law                         |          | Sí        |           | Productor executiu                                    |
| 2013        | Last Vegas                         | Sí       |           |           |                                                       |
| 2018        | The Meg                            | Sí       |           |           |                                                       |